# Altbayerischer Lohnsteuerhilfeverein
Der Altbayerische Lohnsteuerhilfeverein e. V. wurde 1992 gegründet und unterhält ca. 350 Beratungsstellen. In diesen Beratungsstellen betreut der Altbayerische Lohnsteuerhilfeverein seine ca. 100.000 Mitglieder auf dem Gebiet der Einkommensteuer und zählt damit zu den größeren, bundesweit tätigen Lohnsteuerhilfevereinen. Der Altbayerische Lohnsteuerhilfeverein und der Aktuell Lohnsteuerhilfeverein haben ihren Sitz in Massing, Bayern.

## Geschichte
Der Verein wurde am 19. Januar 1993 ins Vereinsregister eingetragen und am  3. März 1993 als Lohnsteuerhilfeverein gem. § 13 StBerG anerkannt. Die Vereinsmitglieder zahlen jährliche sozial gestaffelte Mitgliedsbeiträge gemäß der Beitragsordnung. Der Altbayerische Lohnsteuerhilfeverein e. V. unterhält ca. 350 Beratungsstellen in mehreren Bundesländern und hat ca. 100.000 Mitglieder. Derzeit sind neben dem Altbayerischen Lohnsteuerhilfeverein e. V. ca. 300 weitere Lohnsteuerhilfevereine im BVL Bundesverband Lohnsteuerhilfevereine e. V. organisiert.

## Leistungen
Der Verein erstellt Einkommensteuererklärungen begrenzt nach § 4 Nr. 11 StBerG für Mitglieder, bei denen Einkünfte aus nichtselbständiger Tätigkeit vorliegen, Renten, Versorgungsbezüge oder Unterhaltsleistungen. Sofern solche Einkünfte erzielt werden, darf eine Beratung auch erfolgen, wenn weitere Einkünfte aus Kapitalvermögen, aus Vermietung und Verpachtung oder sonstige Einkünfte wie z. B. aus privaten Veräußerungsgeschäften vorhanden sind, sofern diese Einnahmen bei Einzelveranlagungen nicht mehr als 18.000 Euro und bei Zusammenveranlagung nicht mehr als 36.000 Euro betragen, wobei in Veräußerungsfällen der positive Gewinn zu berücksichtigen ist.
Die Beratung beinhaltet dann auch folgende Leistungen:
- Erstellung der Einkommensteuererklärungen
- Berechnung der Steuerlast und Einkommensteuererstattung
- Prüfung der Einkommensteuerbescheide
- Einspruchsverfahren bei fehlerhaften Einkommensteuerbescheiden
- Rechtsmittelprüfung und Klage vor dem Finanzgericht
- Lohnsteuerermäßigungsantrag
- Freistellungsauftrag bei Einnahmen aus Kapitalvermögen
- Beratung und Antrag beim Kindergeld
- Wahl der Steuerklasse
- Freistellungsaufträge bei Kapitalvermögen
- Berechnung der Altersvorsorgezulage

## Mitgliedschaft
Bei allen Lohnsteuerhilfevereinen ist die Vereinsmitgliedschaft Voraussetzung für eine steuerliche Beratung. Die Mitglieder werden mittels einer Beitrittserklärung als Mitglieder aufgenommen. Bei zusammen veranlagten Ehegatten müssen beide Personen Vereinsmitglieder werden. Mit Beendigung der Mitgliedschaft entfällt die Beratungsbefugnis des Lohnsteuerhilfevereins.

## Mitgliedsbeiträge
Die jährlichen Mitgliedsbeiträge sind nach der Beitragsordnung sozial gestaffelt und von den Einnahmen, wie z. B. Bruttoarbeitslohn, sonstige Einnahmen, Einnahmen aus Kapitalvermögen oder Einnahmen aus einer Vermietung abhängig. Der so ermittelte Mitgliedsbeitrag beträgt derzeit zwischen 52 Euro und 339 Euro. Hinzu kommt eine einmalige Aufnahmegebühr in Höhe von 15 Euro. Aufgrund einer Vereinbarung mit dem Aktuell Lohnsteuerhilfeverein e. V. können Vereinsmitglieder zwischen diesen beiden Lohnsteuerhilfevereinen vereinfacht wechseln, wobei sichergestellt ist, dass auch bei einem Wechsel insgesamt immer nur ein Mitgliedsbeitrag pro Jahr zu zahlen ist.

## Organisation
Die Vereinsmitglieder werden in  350 Beratungsstellen entsprechend § 23 StBerG in Deutschland beraten. Die Leitung dieser Beratungsstellen erfolgt durch selbständige Beratungsstellenleiter. Diese müssen die in § 23 Abs. 3 StBerG enthaltenen Kriterien erfüllen. Sie bilden sich ständig weiter und werden regelmäßig geschult. Seminare werden teilweise zusammen mit dem Aktuell Lohnsteuerhilfeverein e. V. abgehalten, um Schulungen an möglichst vielen Orten anbieten zu können und qualifizierte Dozenten einzusetzen. Durch speziell ausgebildete Mitarbeiter der Hauptverwaltung des Altbayerischen Lohnsteuerhilfevereins e. V. ist eine effektive Hilfestellung auch in steuerlich besonders anspruchsvollen Sachverhalten sichergestellt.